# المكتب المركزي للإحصاء (سوريا)
المكتب المركزي للإحصاء هو الجهة الرسمية والمسؤولة عن الإحصاء وجمع البيانات والمعلومات المتعلقة بالأنشطة الاقتصادية والاجتماعية ومختلف الأنشطة العامة في سوريا. يقع مقره الرئيسي في دمشق وتأسس في عام 2005، له فروع في جميع المحافظات السورية ويتبع إلى رئاسة مجلس الوزراء ويدار من قبل مجلس إدارة برئاسة نائب رئيس الوزراء للشؤون الاقتصادية.

## وصلات خارجية
- الموقع الرسمي